# Club-Steak

Das Clubsteak wird aus dem Roastbeef (Short Loin) geschnitten.

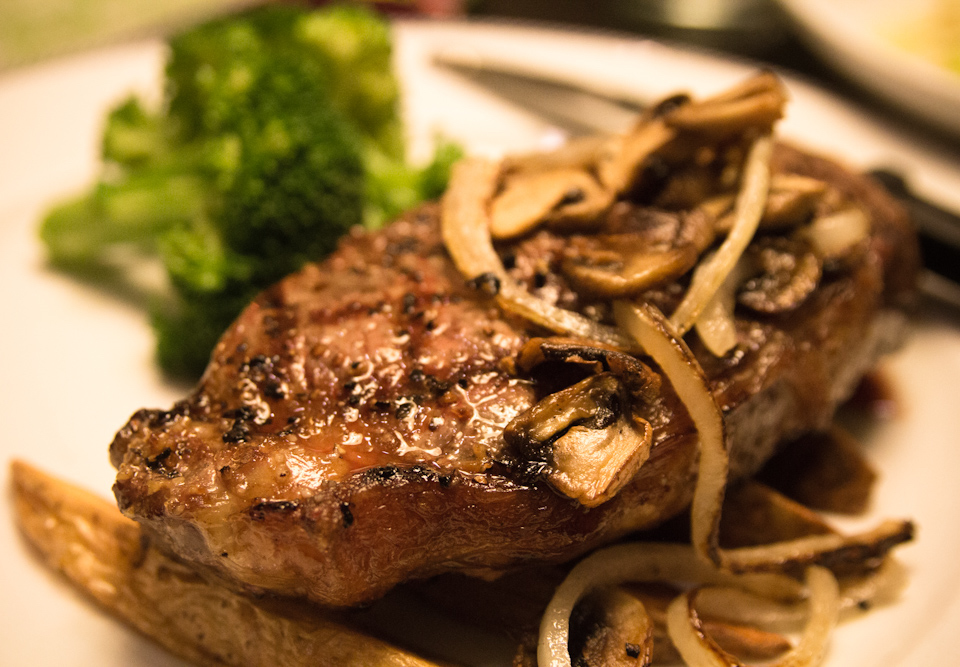
Ein mit Zwiebeln und Pilzen gegrilltes Club-Steak

Das Club-Steak (auch Strip-Steak) ist ein Steak des Roastbeefs (Short loin) und damit Teilstück des Hinterviertels zwischen der Hochrippe und der Hüfte vom Rind.
Es wird aus dem Longissimus geschnitten und gilt, obwohl nicht ganz so zart wie das aus dem Psoas Major geschnittene Rinderfilet, als zartes Fleisch.

## Andere Namen

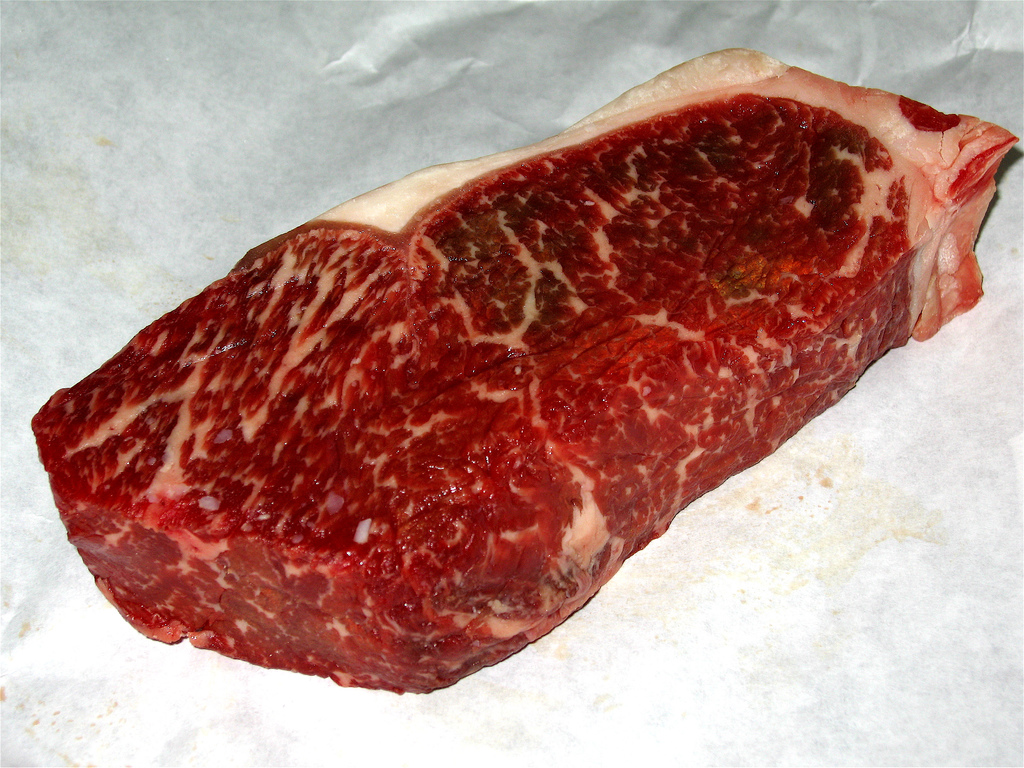
Ein U.S. Prime Strip-Steak mit Maserung.

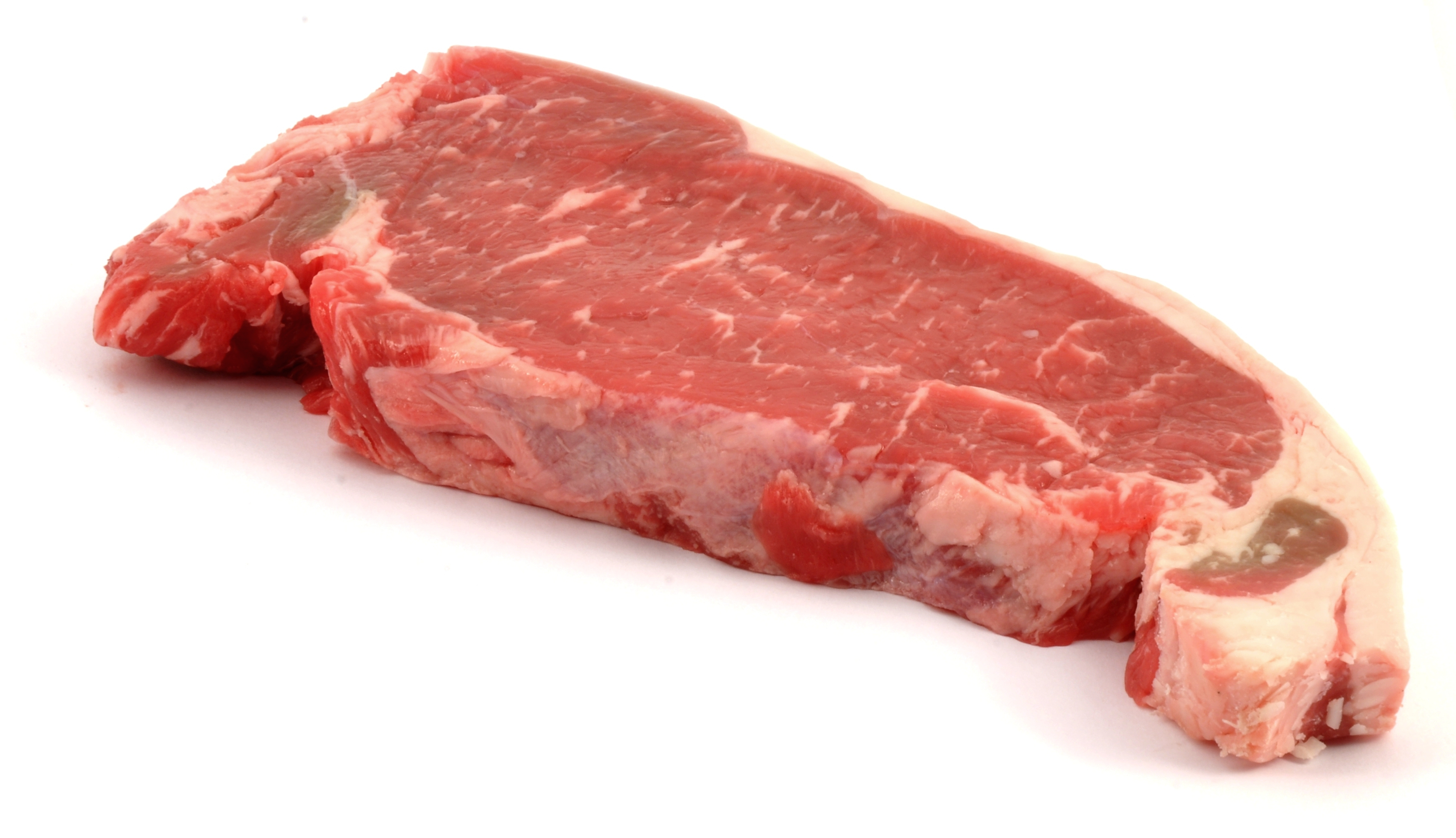
Ein rohes Strip-Steak.

In den Vereinigten Staaten wird laut der National Cattlemen's Beef Association das Clubsteak auch unter den Bezeichnungen Ambassador Steak, Boneless Club Steak, Hotel-Style Steak, Kansas City Steak, New York Steak, Top Loin und Veiny Steak vermarktet.
In allen englischsprachigen Ländern wie Großbritannien, Irland, Neuseeland und Australien wird das Clubsteak mit dem T-Bone-Steak und Porterhouse-Steak und Sirloin-Steak assoziiert.
Dies rührt daher, dass, wenn das Fleisch aus dem Longissimus noch mit dem Knochenfilet verbunden ist, die Übergänge zum T-Bone-Steak und Porterhouse-Steak fließend sind. Der Unterschied besteht darin, dass dem Porterhouse- und T-Bone-Steak eine größere Portion an Filet zugeschnitten wird als dem Clubsteak, das zudem ohne Knochen verkauft wird. Als Shell-Steak wird das Club-Steak in den englischsprachigen Ländern bezeichnet, wenn es keinerlei Filet enthält.